# 아드리아노 잔니니

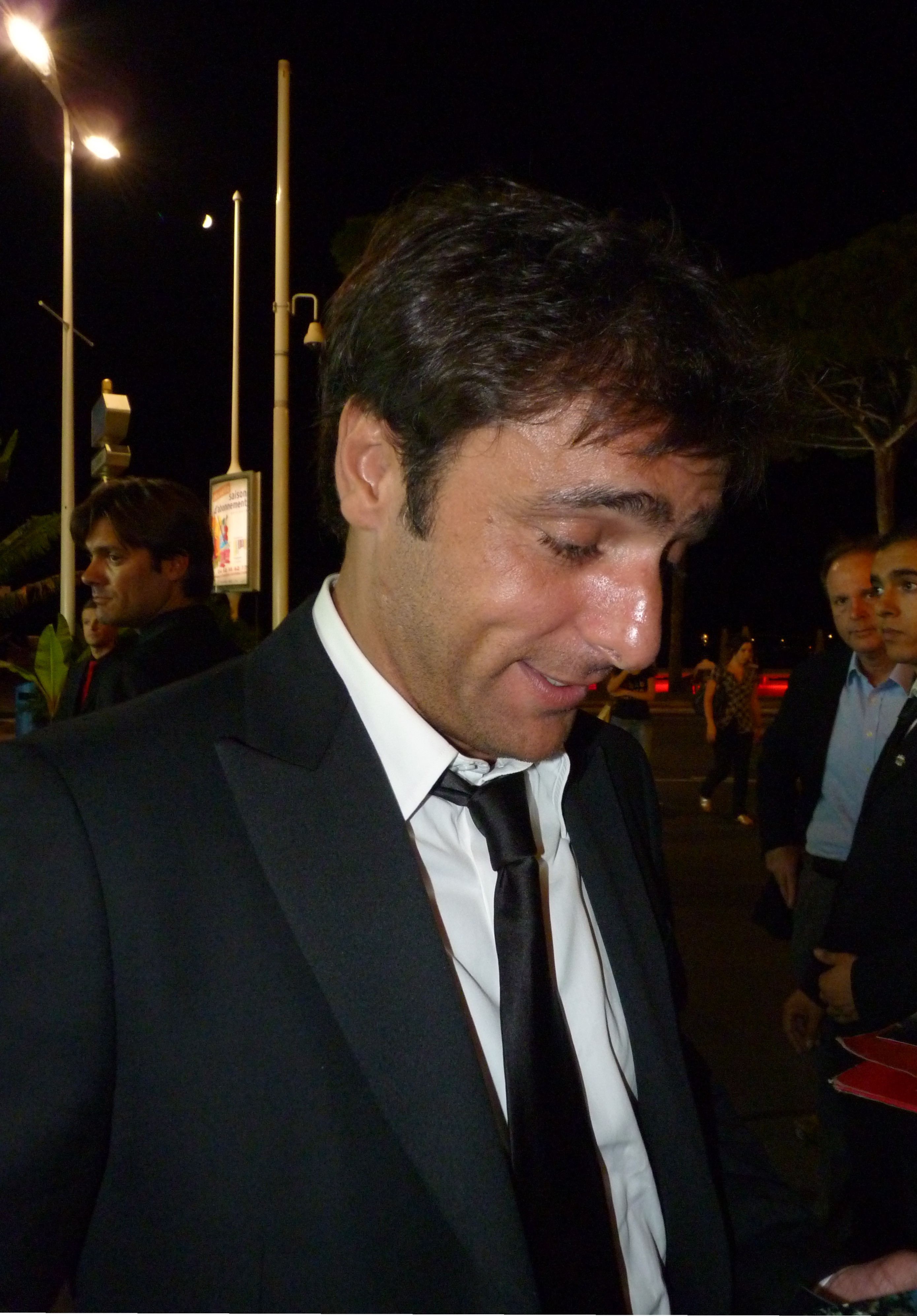

아드리아노 잔니니(이탈리아어: Adriano Giannini, 1971년 5월 10일 ~ )는 이탈리아의 배우이다.
로마에서 태어났다. 배우 잔카를로 잔니니의 아들이다.

## 방송
- 미씽
- 인 트리트먼트 시즌1

## 영화
- 비베레 (2019년)
- 엠마 (2017년)
- 네이플스 44 (2016년) - 내레이션 역
- 포 유어 러브 (2015년)
- 아이스 포레스트 (2014년)
- 어 워먼 애즈 어 프렌드 (2014년)
- 센자 네쑤나 피에타 (2014년)
- 미씽 (2011년)
- 키스 미 어게인 (2010년) - 시모네 역
- 빗속의 산드린 (2008년)
- 13송이 장미 (2007년)
- 사랑의 결과 (2004년)
- 오션스 트웰브 (2004년)
- 신밧드 - 7대양의 전설 (2003년)
- 스웹트 어웨이 (2002년) - 주세페 역
- 리스본행 노란색 시트로엥 (2001년)